# Claire Steels
Claire Steels (Bourne, 9 november 1986) is een Brits wegwielrenster die vanaf 2024 uitkomt voor Movistar.

## Carrière
Steels reed in 2018 en 2019 voor de Britse amateurploeg Brother-Tifosi-Onform, nadat ze eerst aan hockey en duatlon deed. In 2019 won ze de vierde etappe en het eindklassement van de Ierse rittenkoers Rás na mBan. Steels werd in 2020 op 33-jarige leeftijd profwielrenster bij het Spaans-Baskische Sopela Women's Team. In 2023 stapte ze over naar het World-Tourteam Israel Premier Tech Roland. In dat jaar won ze de Spaanse koers reVolta en werd derde in de Emakumeen Saria in Durango. Ze werd tweede op het Brits kampioenschap op de weg en een jaar later won ze zilver op het nationaal kampioenschap tijdrijden.

## Palmares
2019
4e etappe Rás na mBan
Eindklassement Rás na mBan
2023
Revolta

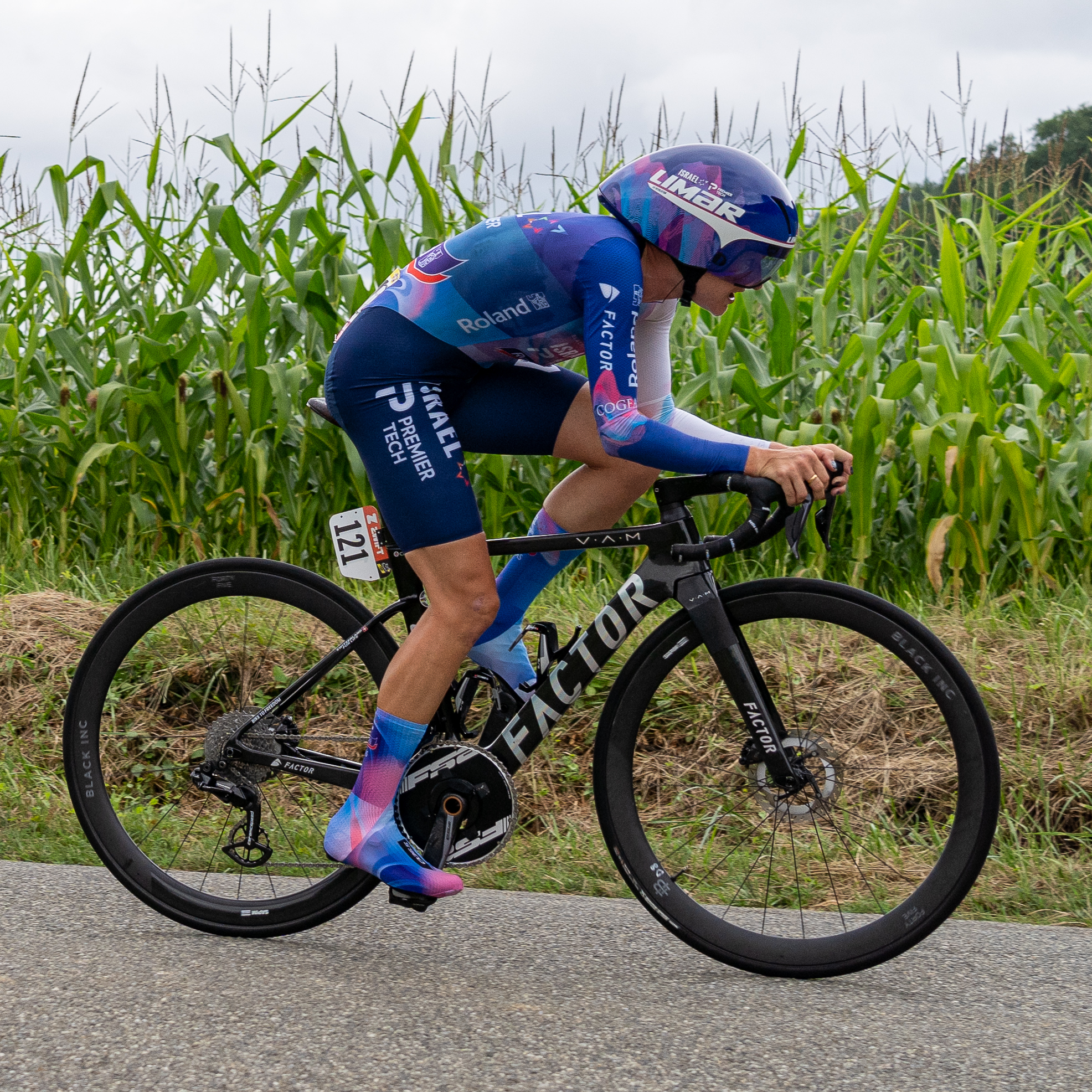
Steels in de Tour de France Femmes 2023.

 Brits kampioenschap op de weg
2024
 Brits kampioenschap tijdrijden
2025
Bergklassement Ronde van Romandië

### Uitslagen in voornaamste wedstrijden
| Jaar | Ronde van Italië | Ronde van Frankrijk | Ronde van Spanje |
| ---- | ---------------- | ------------------- | ---------------- |
| 2020 |                  |                     | 62e              |
| 2021 |                  |                     | 62e              |
| 2022 |                  |                     |                  |
| 2023 |                  | 18e                 | 15e              |
| 2024 | 26e              |                     |                  |

| Jaar | Amstel Gold Race | Luik-Bast.‑Luik | Trofeo Alfredo Binda | Emakumeen Saria | Bretagne ClassicClassic Lorient Agglomération |  | WK op de weg |
| ---- | ---------------- | --------------- | -------------------- | --------------- | --------------------------------------------- |  | ------------ |
| 2020 |                  |                 |                      | 50e             |                                               |  |              |
| 2021 |                  |                 |                      | 82e             |                                               |  |              |
| 2022 |                  |                 |                      |                 |                                               |  |              |
| 2023 | 26e              | opgave          | 9e                   | Brons           | 9e                                            |  | 59e          |
| 2024 |                  | 81e             |                      |                 |                                               |  | opgave       |

## Ploegen
- 2020 -  Sopela Women's Team
- 2021 -  Sopela Women's Team
- 2022 -  Sopela Women's Team
- 2023 -  Israel Premier Tech Roland
- 2024 -  Movistar
- 2025 -  Movistar

Baur · Buch  · Coles-Lyster (vanaf 4/5) · Collinelli · Delbaere · Dronova-Balabolina · Eklund · Griffin · Hartmann (vanaf 1/6) · Kiesenhofer (vanaf 31/1) · 
Magri · Nguyễn · Pirrone · Sharpe (vanaf 1/6) · Stannard (vanaf15/4) · Steels · Vieceli
Baril · Biannic · Bjerg · Erić · Ferguson (stage vanaf 1/8) · Gutiérrez · Lippert · Mackaij · Martín · Meijering · Patiño · La. Ruiz · Lu. Ruiz · Sierra · Steels
Baril · Biannic · Erić · Ferguson · Gutiérrez · Lippert · Lloyd · Mackaij · Magalhães · Martín · Meijering · Ostiz (stage vanaf 1/8) · Patiño · La. Ruiz · Lu. Ruiz · Reusser · Sierra · Steels